# Enrique Hernández Quinto
Enrique Hernández Quinto (Paso del Macho, Veracruz, 15 de julio de 1936-Ciudad de México, 23 de septiembre de 1996) fue un político mexicano, miembro del Partido Acción Nacional (PAN). Fue senador por el estado de Quintana Roo de 1994 a 1996.

## Biografía
Nació en la población veracruzana de Paso del Macho, que en el momento de su nacimiento se denominaba oficialmente Villa Jara, el 15 de julio de 1936. Estudió primaria, secundaria y preparatoria en escuelas oficiales, y fue maestro normalista egresado del Instituto de Capacitación para el Magisterio de Veracruz, de donde egresó en 1956; ejerció como maestro en escuelas públicas del estado de Veracruz de 1956 a 1989, y trasladado a Cancún, Quintana Roo, continuó en escuelas de este estado de 1989 a 1994.
Fue también gestor de préstamos hipotecarios del Instituto de Seguridad y Servicios Sociales de los Trabajadores del Estado (ISSSTE), así como del Fondo de Vivienda de la misma institución (FOVISSSTE) en Otapan, Chiapas; y fue responsable de la bodega de la Comisión Nacional de Libros de Texto Gratuitos en el norte de Quintana Roo.
Miembro del PAN desde 1989, año en que fundó el comité municipal en Benito Juárez, Quintana Roo; fue consejero estatal y nacional de 1995 a 1996. En las elecciones estatales de 1990 fue candidato del PAN a presidente municipal de Benito Juárez, en las que resultó ganador su competidor del PRI, Mario Villanueva Madrid; y en las federales de 1994 fue postulado candidato del PAN a senador por Quintana Roo en primera fórmula, no logró el triunfo pero quedó en segundo lugar, correspondiéndole la Senaduría de primera minoría para las Legislaturas LVI y LVII de ese año a 2000.
Asumió el cargo de Senador el 1 de noviembre de 1994 y permaneció en el poco menos de dos años, pues falleció en ejercicio de dicho cargo el 23 de septiembre de 1996 en la Ciudad de México. Su muerte causó que fuera llamado a asumir el cargo su suplente Raúl Durán Reveles, que asumió el cargo el 1 de octubre, y que también falleció tres meses después, el 19 de diciembre del mismo año. Por ello, la tercera senaduría del estado de Quintana Roo, quedó vacante hasta el fin de la LVII Legislatura en 2000.